# Ein Kolumbus auf der Havel
Ein Kolumbus auf der Havel ist der Titel eines Kinderbuchs von Peter Abraham.

## Daten
Erstmals erschien es 1975 im Kinderbuchverlag Berlin, die Illustrationen stammen von Eberhard Binder-Staßfurt. 2006 wurde das Buch im Leipziger Verlag Faber & Faber in der Reihe Unsere Kinderbuch-Klassiker neu aufgelegt.

## Handlung
Vater Oskar kauft ein altes Segelboot namens Pütz und will mit seiner Tochter Marianne, genannt Nannerl, segeln. Mutter Gerda, genannt „Doktor“, will lieber in einem Hotel in Bratislava Urlaub machen, wird aber umgestimmt. In den Sommerferien gehen sie als blutige Anfänger auf Fahrt auf der Havel bis zum Bolter Kanal an der Müritz. Der Vater gibt Seefahrergeschichten zum Besten. Die Familie erlebt einige Abenteuer, z. B. eine Schleusenfahrt, ein Leck im Boot und ein Unwetter. Nannerl lernt den Jungen Mischa kennen, der ebenfalls mit seiner Familie auf Bootsfahrt ist.

## Verfilmung
Das Buch wurde 1978 vom Fernsehen der DDR in der Regie von Hans Kratzert mit Ursula Werner, Kurt Böwe und Dieter Wien verfilmt (78 Min).